# Unicef
El Fondo de las Naciones Unidas para la Infancia, conocido común e internacionalmente como Unicef es una agencia de la Organización de las Naciones Unidas (ONU) con sede en Nueva York y que provee ayuda humanitaria y desarrollo a niños y madres en países en desarrollo. Es uno de los miembros y la comisión ejecutiva de la United Nations Development Group.
Originalmente fue creado en 1946 con el nombre de United Nations International Children's Emergency Fund (Unicef), en español: Fondo Internacional de Emergencia de las Naciones Unidas para la Infancia, para ayudar a los niños de Europa después de la Segunda Guerra Mundial. En 1953, Unicef se convierte en organismo permanente dentro del sistema de la ONU, encargado de ayudar a los niños y a las familias y sus derechos. Su nombre fue reducido al nombre actual, pero se mantuvo el acrónimo original.
Unicef trabaja en más de 191 países y territorios a través de diferentes programas y Comités Nacionales. La base sobre la que guía su trabajo es la Convención sobre los Derechos del Niño y su labor está centrada en cinco esferas prioritarias de trabajo: supervivencia y desarrollo infantil, educación e igualdad de género, la infancia y el VIH/sida, protección infantil y promoción de políticas y alianzas.
La manera de llevar a cabo este trabajo es a través de una combinación de programas de cooperación con los gobiernos nacionales y una planificación en función de los resultados conseguidos. Con este propósito realiza una labor de recopilación y análisis de datos sobre la situación de los niños, las niñas y las mujeres, además de mantener y actualizar bases mundiales de datos. Se preocupa especialmente por las repercusiones que tienen sobre la infancia las diferentes políticas sociales y económicas que se realizan. Cuenta con el Centro de Investigaciones Innocenti que elabora sus propias investigaciones sobre la infancia. También se evalúan y analizan las actuaciones llevadas a cabo en el terreno con el fin de determinar buenas prácticas y lecciones aprendidas.
Otras labores principales de Unicef son actuar en situaciones de emergencia con el objetivo de salvar vidas, aliviar el sufrimiento y proteger los derechos de los niños. Para lo cual, realiza campañas de adquisición de suministros que serán destinados tanto a los programas de desarrollo como a las actuaciones en situaciones de emergencia.
Unicef trabaja en 193 países y territorios para ayudar a garantizar a los niños el derecho a sobrevivir y a desarrollarse desde la primera infancia hasta la adolescencia, proporcionando alimento, ropa y atención médica a los niños de todo el mundo, y ha intentado asimismo satisfacer sus demás necesidades. Unicef es el mayor proveedor de vacunas para los países en desarrollo, trabaja para mejorar la salud y la nutrición de la infancia; el abastecimiento de agua y saneamiento de calidad; la educación básica de calidad para todos los niños y la protección contra la violencia, la explotación y el VIH/sida.
Unicef está financiado en su totalidad por las contribuciones voluntarias de individuos, empresas, fundaciones y gobiernos. Se le otorgó el Premio Nobel de la Paz en 1965 y el Premio Príncipe de Asturias de la Concordia en 2006.

## Historia
Las necesidades de los infantes recibieron mayor atención en 1959, cuando las Naciones Unidas adoptaron la Declaración de los Derechos del Niño. Se esperaba que el documento generara interés en los problemas infantiles y contribuyera a su solución al fomentar el apoyo del público, tanto en sentido económico como de otras maneras.
Sin embargo, “veinte años después —según el 1980 Year Book, de Collier—, tales ‘derechos’, sobre todo los relativos a la nutrición, la salud y el bienestar material, estaban muy lejos de ser realidad para muchos de los mil quinientos millones de niños del mundo”. Por ello, en reconocimiento de que seguía existiendo la necesidad de resolver los problemas de la infancia y en armonía con los objetivos expresados, las Naciones Unidas declararon 1979 como el Año Internacional del Niño. Grupos gubernamentales, civiles, religiosos y caritativos de todo el mundo reaccionaron con presteza en busca de soluciones.

### Cronología
- Unicef se creó en 1946 mediante la decisión unánime de la Primera Sesión de la Asamblea General de las Naciones Unidas, para proporcionar socorro de emergencia a millones de niños de la Europa de la Posguerra, Oriente Medio y China víctimas de la Segunda Guerra Mundial.
- En 1953, Unicef se convirtió en organismo permanente del Sistema de Naciones Unidas con el mandato de responder a las necesidades de la infancia y proteger sus derechos.
- Entre 1954 y 1969 Unicef auspició en España ocho Centros de Prematuros[3]  por este orden: Madrid, Bilbao, Valencia, Barcelona, Sevilla, Granada, San Sebastián y Santa Cruz de Tenerife.  Es destacable no solo la eficacia de estos Centros en su doble faceta clínica y docente sino también por ser un modelo pionero en España.
- En 1959, en la Asamblea General de las Naciones Unidas se adopta la Declaración sobre los Derechos del Niño, precursora de la actual Convención sobre los Derechos del Niño.
- En 1960, Unicef cambió su estatus de organización de asistencia humanitaria por el de agente internacional de cooperación para el desarrollo. La educación fue considerada como la mejor herramienta posible para luchar contra la pobreza.
- En 1965 recibió el Premio Nobel de la Paz y en 1979 fue elegida la agencia líder del sistema de Naciones Unidas por parte de la Asamblea General de las Naciones Unidas.
- En 1987 publicó el estudio: "Ajuste con rostro humano", que generó un gran debate global sobre cómo proteger a los niños y mujeres de los efectos negativos de los ajustes y reformas económicas.
- En 1989 se aprueba la Convención sobre los Derechos del Niño.
- Entre 1990 y el 2000, a partir de la Cumbre Mundial a favor de la Infancia, se elaboró un Plan de Acción Mundial por el que los países se comprometían a la consecución de siete metas principales y otras 20 metas de apoyo en favor de la infancia.
- En el 2000 durante la Cumbre del Milenio de Nueva York: 200 jefes de Estado y de Gobierno firmaron la Declaración del Milenio en la que se fijaron ocho objetivos para erradicar la pobreza mundial para el 2015.
- En 2006, coincidiendo con su 60 aniversario, recibió el Premio Príncipe de Asturias de la Concordia.
- En diciembre de 2018, Unicef auspició que un bebé recibiera por primera vez en la historia una vacuna enviada por dron.

## Prioridades
Unicef ayuda principalmente en zonas de extrema pobreza, en África y otras latitudes del mundo.
Los derechos humanitarios son áreas de acción de Unicef e incluyen el desarrollo de la niñez, de la adolescencia, y la participación en los patrones de vida, basándose en la educación y un mejor desarrollo para los niños.

### Supervivencia y desarrollo infantil
La supervivencia es el principal derecho que se les debe garantizar a todos los niños. Unicef trabaja en programas de salud, agua, saneamiento y nutrición para intentar garantizar ese derecho.
La Meta 4A de los Objetivos de Desarrollo del Milenio es reducir en dos terceras partes, entre 1990 y 2015, la mortalidad de los niños menores de 5 años. La mortalidad infantil es uno de los indicadores de pobreza y grado de desarrollo de un país más importante. Aunque en los últimos años el número de muertes de niños menores de cinco años ha pasado de 12 millones en 1990 a algo menos de 6,9 millones en 2011, actualmente siguen muriendo 19 000 al día por causas en gran medida evitables. El 36 % de las muertes de niños menores de 5 años es debido a enfermedades que se pueden prevenir como la neumonía, la diarrea y la malaria. La desnutrición supone un tercio de las muertes de menores de cinco años, además de que 165 millones de niños sufren desnutrición crónica. Diariamente mueren 4000 niños menores de cinco años debido a la falta de agua potable y el saneamiento adecuado. Otras causas de muertes son los conflictos armados y el VIH/sida. Objetivos de Desarrollo del Milenio, Informe 2013. Nueva York. 2013.
Unicef realiza programas de salud, nutrición y agua y saneamiento, con acciones encaminadas a la prevención y tratamiento de la desnutrición infantil, la rehidratación oral en caso de diarrea, la promoción de la lactancia materna, la inmunización contra las enfermedades prevenibles o la distribución de mosquiteras para evitar el contagio de malaria. La mayoría de estas acciones son llevadas a cabo en África occidental y Asia meridional.

### Educación e igualdad de género

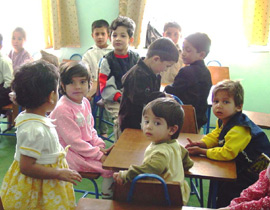
Niños en la guardería.

El segundo de los Objetivos de Desarrollo del Milenio es lograr la enseñanza primaria universal. La educación además de ser un derecho humano fundamental supone un elemento crucial para el desarrollo de las personas y las sociedades, contribuyendo a la mejora de la vida de las personas y ayudando a erradicar el círculo vicioso de la pobreza.
Sin embargo, alrededor de 57 millones de niños no están escolarizados, de los cuales el 42 % vive en países empobrecidos. Las peores tasas de escolarización primaria se dan en el África subsahariana. Hay 120 millones de niños que no llegan al último grado de primaria y 130 millones más que no adquieren los conocimientos básicos, no saben leer, escribir ni contar correctamente.
El trabajo de Unicef en este ámbito está encaminado tanto a la consecución de los ODM relativos a la educación y la igualdad de género (objetivos 2 y 3), como a los objetivos de la Educación para todos que supone un compromiso mundial para dar educación básica de calidad a todos los niños, jóvenes y adultos.
Unicef trabaja en más de 150 países en desarrollo y sus prioridades de Unicef en materia de educación son: La igualdad de oportunidades en el acceso a la educación y la educación primaria universal. El fomento de la autonomía de las mujeres a través de la educación de las niñas y la igualdad entre los géneros. La educación en situaciones de emergencia y después de las crisis. El desarrollo de la primera infancia y preparación a la escolaridad. La mejorar la calidad de la educación primaria y secundaria.
Los esfuerzos son constantes en el sentido de asegurar a cada niño y niña del mundo el derecho que tienen a la educación. La estrategia de aceleración en la matriculación de las niñas se ha efectuado en al menos 25 países durante el periodo 2002-2007.

### La infancia y el VIH/sida
El VIH/sida continúa siendo la principal infección mortal del mundo, en 2011 se registraron 2,5 millones de infecciones por el VIH y 1,7 millones de personas murieron por causas relacionadas con el sida (un 24 % menos que en 2005).
Además de los casos de niños infectados, el VIH/sida afecta a millones de niños debido a la desestructuración económica y social que supone la pérdida de familiares. Se han logrado importantes avances como el diagnóstico precoz de la enfermedad o la prevención de la transmisión de madres a hijos. Entre las barreras pendientes están el acceso a una medicación adecuada, la discriminación o la desprotección de los niños huérfanos debido al VIH/sida.
Unicef lanzó la campaña “Unidos por la Infancia. Unidos contra el SIDA” en el año 2005 que se desarrolló en más de 150 países. Esta campaña se centra en las denominadas “Cuatro P”: Prevenir la transmisión del VIH de la madre al hijo. Proporcionar un tratamiento pediátrico a los niños. Prevenir la infección entre los adolescentes y los jóvenes. Proteger y apoyar a los niños afectados por el VIH/sida.
Enmarcada dentro de la campaña global “Eliminar la Transmisión Madre-Hijo para 2015”, en el 2010, junto con la Organización Mundial de la Salud y otros aliados se lanzó el Kit Madre-Hijo para la Prevención del VIH, que consiste en un pack con medicamentos antirretrovirales y antibióticos para evitar la transmisión vertical.
Durante las situaciones de emergencia como catástrofes o conflictos armados, también se presta especial atención al VIH para evitar su expansión.

### Protección infantil
A pesar de que todos los niños tienen derecho a la protección contra cualquier forma de violencia, explotación y abuso, millones de niños de diferentes estratos socioeconómicos, edades, religiones o culturas continúan expuestos a este tipo de situaciones de desprotección en todo el mundo. Sin embargo, género, raza, origen étnico o estatus socioeconómico hacen que algunos niños sean especialmente vulnerables.
Estar expuesto a situaciones de violencia, explotación y abuso puede afectar, a corto y a largo plazo, al correcto desarrollo físico y cognitivo de los niños, repercutiendo en sus capacidades para el aprendizaje y la socialización e influenciando negativamente en su transición hacia la vida adulta.
Algunos ejemplos de situaciones donde es especialmente necesaria la protección son: ante la no inscripción del nacimiento, el trabajo infantil, el matrimonio infantil, la trata de menores, los niños en situaciones de emergencia por conflictos armados, los menores en conflicto con la ley, los niños sin la atención de sus progenitores, los menores huérfanos de uno o ambos padres o bajo tutela institucional, la mutilación genital femenina, la explotación sexual o la violencia contra los niños.
Unicef trabaja en la recopilación de datos que puedan reflejar de la manera más precisa posible la situación de estos niños. De esta manera, una vez visibilizado el problema y con la colaboración de gobiernos, aliados, sector privado y sociedad civil poder poner en marcha diferentes medidas de protección.
El 11 de octubre de 2013, en las instalaciones de la Legislatura Porteña en Buenos Aires (Argentina) se lanzó la Red Argentina del Efecto Niña Adolescente Sustentable (Raenas) junto a Código R, Ecomujeres, Nodo Centro, Multimedios Vip, y más de 50 instituciones, proponiendo la interacción institucional como eje de trabajo, iniciando un nuevo compromiso de articulación público-privado que potencie la generación de replicadores de mensajes en pos del cuidado de la niñez y adolescencia. En octubre de 2014 el equipo presenta a Unicef el primer informe anual de actividades y proyectos realizados.

### Promoción ejecutiva de proteger a los niños y sus derechos de políticas y alianzas en pro de los derechos de la infancia
Los problemas relativos a la infancia pueden ser acometidos desde diferentes ámbitos. Unicef se centra en analizar la repercusión que tienen sobre la infancia las diferentes políticas públicas. También estudia si dichas políticas siguen las normas y estándares que están predeterminadas para la política como el consejo de protección infantil establecen la Convención sobre los Derechos del Niño y la Convención sobre la eliminación de todas las formas de discriminación contra la mujer, para poder es situar los derechos de la infancia en el centro de la política pública.
Para realizar esta labor, Unicef trabaja con gobiernos, diferentes instituciones públicas y privadas, la sociedad civil y los grupos de beneficiarios, con la intención de que las medidas que tomen sean adecuadas al problema y sostenibles y duraderas en el tiempo.
Unicef ha aumentado sus intervenciones de promoción de políticas y alianzas. Las está realizando en países en desarrollo e industrializados ya que a raíz de la crisis económica una creciente cantidad de países se están tomando medidas de austeridad fiscal. Estas actuaciones han aumentado el riesgo y han reducido las prestaciones de servicios y las medidas de protección social. Asimismo, en agosto de 2016 fue anunciada la asociación con el programa la fundación Happy Hippie, una organización sin fines de lucro de Estados Unidos fundada por la artista Miley Cyrus, para colaborar en la ayuda humanitaria durante la guerra de Siria, principalmente a los niños del país.

## Ejemplos de proyectos

### Ciudades amigas de la infancia (o de la niñez)
Destinado a fomentar la aplicación de la Convención sobre los Derechos del Niño en el ámbito de las entidades locales (ayuntamientos, concejos, ...) hay varios programas en los que trabaja Unicef, pero uno de los más importantes es el Programa Mundial a Favor de los Derechos de los Niños.

### Espacio por La Paz
Es una iniciativa que desarrolla Unicef junto al Club Atlético Boca Juniors desde el año 2007. El programa consiste en utilizar las instalaciones del club para capacitar a jóvenes y adolescentes sobre sus derechos. De esta manera, todos los meses, 160 chicos son invitados al micro cine del Museo de la Pasión Boquense para desarrollar actividades educativas y, en reconocimiento, son invitados al estadio a presenciar un partido de fútbol de Boca Juniors.

### Campaña Niño Esperanza
La campaña del Niño Esperanza era un evento televisado que servía para recaudar fondos para todos los niños de escasos recursos. El evento era anual y contaba con la participación de varios artistas y la presentación de la canción oficial de la campaña, cómo fue el caso en el 2006 con el tema principal Mi país del artista Kleber Alejandro.[cita requerida]

## Inmunización
La inmunización es materia directa en la cual interviene Unicef, dentro de la cual ha incluido mejoras en la salud de los niños del mundo, por lo menos durante los últimos 20 años.[cita requerida]

## Embajadores de buena voluntad de Unicef
Los Embajadores de buena voluntad de Unicef son personas que trabajan en nombre del Fondo de la Unicef en favor de los derechos de los niños. El objetivo es permitir que personas con reconocimiento público puedan participar en campañas de la Unicef apoyándose en la fama que dichas personas poseen.
El músico estadounidense Danny Kaye fue el primero en recibir el nombramiento en 1964. Actualmente, existen embajadores internacionales, regionales y nacionales.
Algunas celebridades que han sido nombradas embajadores de la Unicef son: Lionel Messi, Emma Watson, Katy Perry, Thalía, Selena Gomez, BTS, Choi Si-won, Miliki, Julieta Venegas, Nicole Kidman, Shakira, Millie Bobby Brown, David Bisbal, Diego Forlán, Benjamín Vicuña, Radamel Falcao, Ricky Martin, Aidan Gallagher y Stray Kids entre otros.

## Patrocinios
- En 2006, Unicef pactó con el Fútbol Club Barcelona[6] el patrocinio de su camiseta. Otros equipos que han firmado contrato son Boca Juniors,[7] AC Milan,[8] Tigres de México, Flamengo,[9] Santos y Algeciras Balonmano.[10]

- Hello Kitty de la empresa Sanrio[11] es reconocida mundialmente como embajadora infantil de Unicef.

- Habbo Hotel[12] patrocinaba Unicef para ayudar a niños del mundo con las recaudaciones para campamentos en África en 2004.

- Montblanc[13] Y Unicef hicieron una alianza en pro de la alfabetización infantil mundial. Por la compra de cada artículo de esta campaña se destina el 10 % para apoyar esta causa. Estos artículos tienen una guirnalda de olivo y un zafiro azul con relación al sello de Unicef; su producción finalizó en mayo de 2010 lo que hizo que fueran artículos especiales.